# Bauernpartei
Eine politische Partei als organisierte Vertretung der Bauernbewegung wird als Bauernpartei bezeichnet. Je nach regionaler Tradition und politischen Konfliktlinien neigen Bauernparteien stärker zu sozialreformerischen bis sozialistischen oder zu nationalpopulistischen Forderungen. In den 1920er Jahren waren Bauernparteien in Europa sowohl Katalysatoren der politischen Integration der Landbevölkerung als auch autokratischer Veränderungen in einzelnen Staaten.

## Hintergrund
Die Parteien der so genannten „Grünen Internationalen“ (Werner Conze) wurzelten in agrarisch (halb-)feudal geprägten Gesellschaften. Sie standen nicht nur für bäuerliche Tages- oder Partikularinteressen, sondern ihre landreformerische Zielsetzung barg sozialrevolutionäres Potential. In ihrer Rhetorik traten sie oft, manche auch heute noch, antimodern, antistädtisch, antisemitisch und antiintellektuell auf. Bauernparteien beeinflussten insofern die Kultur der jeweiligen Gesellschaften oft durch rückständige Ressentiments.
Unmittelbar nach dem Zweiten Weltkrieg erwuchsen in den von der Sowjetunion besetzten Staaten die Bauernparteien teilweise zu großen Massenbewegungen (vgl. z. B. die ungarische FKGP). Dies ist als Antwort der Bevölkerung auf die sich anbahnende Etablierung sozialistischer Regime in den von der Sowjetunion besetzten Staaten zu betrachten: Die breite Bevölkerung schloss sich nun durchaus den sozialen Forderungen der Landbevölkerung an, bezog aber deutlich Stellung gegen die kommunistischen Parteien.
Nach dem Zusammenbruch der Volksrepubliken in Mittel-, Ost- und Südosteuropa versuchten Bauernparteien wieder an alte Erfolge anzuknüpfen. Dies gelang aber im Allgemeinen nicht oder nur in Ausnahmefällen. Während in einzelnen Staaten Bewegungen und Parteien mit populistischer Rhetorik an Teile der alten Cleavage-Strukturen in problematischer Weise anknüpfen konnten, näherten sich andere Gruppierungen des bauernpolitischen Spektrums den christdemokratischen Parteien. Eine Besonderheit ist die Entwicklung in Lettland: Hier gingen der lettische „Bauernverband“ LZS und die Grüne Partei LZP ein bürgerlich-ökologisches Bündnis ein (unter dem Namen ZZS), und waren damit bei Wahlen sehr erfolgreich.

## Liste der Bauernparteien (aktuell und historisch)

### Deutschsprachige Staaten

#### Deutschland
- Gründungen im Kaiserreich
  - Bayerischer Bauernbund (1893 bis 1933)
  - Bund der Landwirte (BdL, 1893 bis 1921), als Gesamtorganisation keine Bauernpartei im eigentlichen Sinne

- Gründungen in der Weimarer Republik
  - Schleswig-Holsteinische Bauern- und Landarbeiterdemokratie (SHBLD; 1918 bis 1924)
  - Württembergischer Bauern- und Weingärtnerbund (WBWB; 1919 bis 1933)
  - Landbund (Deutschland), als Gesamtorganisation keine Bauernpartei im eigentlichen Sinne (1919 bis 1921)
  - Reichslandbund, entstand aus der Fusion des Bundes der Landwirte und des Landbundes (1921–1933)
  - Thüringer Landbund (1920 bis 1933)
  - Christlich-Nationale Bauern- und Landvolkpartei (CNBLP; 1928 bis 1933) stand der rechtsgerichteten DNVP nahe
  - Deutsche Bauernpartei (DBP; 1928 bis 1933)

Mit der nationalsozialistischen Gleichschaltung 1933 gingen sämtliche Bauernvereinigungen im sog. Reichsnährstand auf.
- Gründungen in der DDR
  - Demokratische Bauernpartei Deutschlands als Blockpartei in der DDR (DBD; 1948 bis 1990)

#### Österreich
- Landbund (Österreich), auch: Deutsche Bauernpartei (in Österreich)

#### Schweiz
- Bauern-, Gewerbe- und Bürgerpartei (BGB), Vorläuferin der Schweizerischen Volkspartei (SVP)

### Weitere Staaten

#### Albanien
- Partia Agrare Ambientaliste e Shqipërisë („Agrar- und Umweltpartei Albaniens“)
- Partia e Gjelbër („Grüne Partei“)

#### Belarus
- Bauernpartei (Belarus) (Belarussisch: Агра́рная па́ртыя Белару́, Agrarnaya Partya Belarusi)

#### Belgien
- Flandern
  - BoerBurgerBelangen (BBB, deutsch Bauer-Bürger-Interessen)

#### Bosnien-Herzegowina
- Hrvatska seljačka stranka

#### Bulgarien
- Bulgarische Volksunion der Bauern BZNS (Bulgarisch: Българският земеделски народен съюз (БЗНС), Balgarski Semedelski Naroden Sajus)
- Bulgarische Volksunion der Bauern "Aleksandar Stambolijski" BZNS „A.S.“ (Bulgarisch: Българският земеделски народен съюз „Александър Стамболийски“ (БЗНС „Александър Стамболийски“), Balgarski Semedelski Naroden Sajus „Aleksandar Stambolijski“)

#### Königreich Dänemark
- Dänemark:
  - Venstre
- Färöer:
  - Sambandsflokkurin

#### Estland
- Bund der Landwirte, siehe auch: Konstantin Päts
- Estnische Volksunion (Estnisch: Eestimaa Rahvaliit – ERL), entstanden als Zusammenschluss aus drei Parteien, darunter Eesti Maarahva Erakond (EME) (Bauernpartei) und Eesti Maaliit (EML) (ländlich orientierte Partei)

#### Finnland
- Finnische Zentrumspartei
- Bauernpartei (Finnland)
- Agrarunion (Finnland)
- Åland:
  - Åländsk Center

#### Indien
- Indische Volksbauernpartei (Bharatiya Jan Kisan Party)
- Dalit-Arbeiter-Bauernpartei (Dalit Mazdoor Kishan Party), Dalit=Paria

#### Indonesien
- Indonesische Bauernpartei (KTPI), vgl. auch Henck A. E. Arron

#### Irland
- Farmers’ Party oder auch: Farmers’ Union

#### Island
- Fortschrittspartei
- Zentrumspartei

#### Kasachstan
- Bauernpartei (Kasachstan) (Qazaqstan Agrarlyk Partiyasi)

#### Kroatien/SHS-Staat
- Kroatische Bauernpartei

#### Lettland
- Bauernverband (LZS)

#### Litauen
- Bauernpartei (Litauen), Valstiečių ir Naujosios demokratijos partijų sąjunga (VNDS), vgl. Litauen

#### Königreich der Niederlande
- Niederlande
  - BoerBurgerBeweging (BBB)
  - Boerenpartij (BP)
  - Plattelandersbond (PB)

#### Norwegen
- Senterpartiet

#### Philippinen
- Luzon Farmers Party Butil

#### Polen
- Polskie Stronnictwo Ludowe (PSL) gemäßigt und EU-freundlich
- Samoobrona nationalpopulistisch und EU-skeptisch

#### Rumänien
- Front der Pflüger (Frontul Plugarilor)
- Nationale Bauernpartei

#### Russland
- Agrarpartei
- Trudowiki

#### Schweden
- Centerpartiet, auch: Bondeförbundet, Jordbrukernas Riksförbund

#### Serbien
- Bauernpartei (Serbien) (Serbisch: Сељачка Странка, Seljacka Stranka)
- Nationale Bauernpartei (Serbien) (Serbisch: Народна Сељачка Странка, Narodna Seljačka Stranka)

#### Taiwan („Republik China“)
- Bauernpartei (Taiwan) (pinyin: Nóngmíndǎng)

#### Ukraine
- Ukrainische Demokratische Bauernpartei, vgl. auch Liste der Parteien der Ukraine

#### Ungarn
- Unabhängige Partei der Kleinlandwirte, der Landarbeiter und des Bürgertums

#### USA
- Farmer-Labor Party
- Free Soil Party